# Inspección General de Hacienda
La Inspección General de Hacienda (IGH) de España es el órgano directivo de la Administración General del Estado especializado en el control interno y en la evaluación de los servicios de los ramos de Economía y Hacienda, así como de los servicios de las comunidades autónomas que gestionan los tributos cedidos por el Estado. Asimismo, ejerce la superior coordinación del Servicio de Auditoría Interna de la Agencia Estatal de Administración Tributaria.
La Inspección General se encuentra adscrita a la Subsecretaría de Hacienda, si bien depende funcionalmente de los órganos directivos de los Ministerios de Hacienda y de Economía.
El actual inspector general de Hacienda es Juan Ángel Esteban Paúl desde septiembre de 2020, cargo que ya ejerció entre 2005 y 2008.

## Historia

### Orígenes
Antes de 1821, las funciones de inspección eran limitadas y, normalmente, encomendadas a «veedores», «visitadores» o asimilados.
Sin embargo, autores como José Aurelio García Martín y César Albiñana García-Quintana (ambos inspectores de Hacienda) ponen el punto de partida de la Inspección de los servicios de Hacienda en el Trienio Liberal, concretamente en 1821. En este año se aprueba el Real Decreto de 29 de junio, que regulaba el «Sistema administrativo de la Hacienda pública», y que establecía que los directores generales del Ministerio, así como los Contadores generales podían disponer de «visitadores extraordinarios» con el objetivo de «contener y corregir cualquier abuso que se intente introducir y establecer con el debido conocimiento las reformas y economías que convengan». Asimismo, establecía un visitador en cada provincia, que hacía tanto investigación tributaria como inspección de servicios y que tenía la obligación de «suministrar a las Cortes por medio del Gobierno las luces que necesitaren para perfeccionar el sistema de impuestos».
Este arcaico modelo de inspección tuvo diversos vaivenes, con estructuras en ocasiones más provinciales y, en otras, más centralizadas en Madrid. Sea como fuere, la evolución natural de este tipo de funcionarios y, el mal estado de la Hacienda (dilación de los expedientes o problemas de coordinación entre centros, por ejemplo), acabó desembocando en el Real Decreto de 21 de enero de 1871, que creó el Cuerpo General de Inspectores de Hacienda, estableciendo una plantilla definida (entre ellos, 6 inspectores generales, 6 inspectores y 6 subinspectores) y, en teoría, estable.
Aunque el objetivo era solucionar los problemas de la Hacienda pública, pronto se vio que esta no sería la solución. Ya en el mes de agosto de 1871 se aprobó un nuevo Real Decreto que reducía el tamaño del Cuerpo de Inspectores y los volvía a asignar a centros directivos, volviendo al sistema anterior. Un año más tarde perdió el calificativo «General» y en 1873 se suprimió el Cuerpo de funcionarios.

### Inspección General
Durante el gobierno del general Serrano, en 1874, se restauró el Cuerpo General de Inspectores de Hacienda y recibe su impulso definitivo siendo ministro de Hacienda Juan Francisco Camacho de Alcorta, pues por Real Decreto de 24 de febrero de 1881 creó la Inspección General de la Hacienda Pública, punto de partida del órgano que conocemos hoy. Juan Loren fue el primer inspector general, con categoría de director general.
Una reforma de 1892 estableció varios inspectores, siendo el principal el inspector primero. Posteriormente, otra reforma al año siguiente mantuvo esta estructura pero dando la dirección de la Inspección al «más caracterizado», esto es, al de mayor rango (normalmente un jefe de administración de primera clase).
Por primera vez, en 1903 se confiere al subsecretario del Departamento el carácter de inspector general. Esto será hasta 1917, que se recupera la figura independiente del inspector general y durará hasta 1924, cuando durante la dictadura de Primo de Rivera se suprime el órgano y se responsabiliza a cada centro de la inspección de sus propios servicios.
Durante la Segunda República se aprueba la Ley de Bases de la Administración de la Hacienda Pública de 3 de diciembre de 1932, que en la base 6.i establece que «Todos los servicios dependientes del Ministerio de Hacienda, sin excepción alguna, se hallarán sometidos a una inspección permanente, con jurisdicción reglamentada, a fin de asegurar su eficiencia y movilidad (...)». Esta ley se ratifica por la Ley de 3 de septiembre de 1941 que establece una organización completa del órgano, confiriéndole el control de todos los servicios del Departamento. Por este entonces, el inspector general era el subsecretario del Ministerio, pero desde 1977 vuelven a ser figuras independientes.

## Estructura
La Inspección General está compuesta por:
- Las Inspecciones de los Servicios, a cargo de Inspectores de los Servicios de Economía y Hacienda que, en número de 14 y con igual categoría y configuración funcional y retributiva, son responsables de:
  - La inspección de órganos y unidades del Ministerio de Hacienda, tanto centrales como territoriales, y de las entidades del sector público institucional estatal vinculadas, dependientes o adscritas al Ministerio o tuteladas por el mismo y cualquiera que sea su naturaleza y el cuerpo, escala o condición del personal que los desempeñe.
  - La inspección de los servicios prevista en el artículo 45.2 de la Ley 22/2009, de 18 de diciembre, por la que se regula el sistema de financiación de las comunidades autónomas de régimen común y ciudades con Estatuto de Autonomía y se modifica determinadas normas tributarias, así como la coordinación de la alta inspección referente a la aplicación de los sistemas fiscales concertados o convenidos. Esta función incluirá la del mantenimiento de las estadísticas sobre la gestión y recaudación de los tributos cedidos, derivados de la actividad anterior, así como la elaboración de los estudios o indicadores que le sean encomendados por los órganos competentes.
  - El impulso y la formulación de propuestas y recomendaciones derivadas de su actividad de control interno para la actuación coordinada y eficiente de los servicios, la economía de la gestión, la regularidad de las actuaciones, la consecución de los objetivos marcados a estos, la unificación de criterios y las adaptaciones organizativas, procedimentales o sustantivas que contribuyan a facilitar la toma de decisiones conducentes al más adecuado cumplimiento de los programas del departamento.
  - El desarrollo de sistemas de información e indicadores para la evaluación permanente de la eficacia y la eficiencia de los servicios del ministerio.
  - El impulso y la coordinación general de la política de mejora de la calidad de los servicios públicos y, de forma específica, el desarrollo de sistemas para la evaluación de la calidad, el control del cumplimiento de las cartas de servicios, la coordinación de las acciones destinadas a la mejora de los sistemas de información a los ciudadanos y la evaluación del cumplimiento de los planes de actuación y programas de objetivos anuales y plurianuales, en ejercicio, entre otros, del control de eficacia ministerial regulado en la Ley 40/2015 de 1 de octubre, o del mandato del artículo 6.2 de la Ley 19/2013, de 9 de diciembre, de transparencia, acceso a la información pública y buen gobierno.
  - El desarrollo de sistemas específicos destinados a la prevención, investigación y corrección de las conductas que puedan producir menoscabo en el ejercicio de las funciones desempeñadas por los empleados públicos y el impulso de la aplicación en el Ministerio de Hacienda del Sistema de Integridad de la AGE (SIAGE), del Plan de medidas antifraude y del sistema interno de información regulado en la Ley 2/2023, de 20 de febrero, reguladora de la protección de las personas que informen sobre infracciones normativas y de lucha contra la corrupción.
  - El apoyo a las autoridades del ministerio en cuantos asuntos éstas le encomienden, relacionados con las actividades desarrolladas por los diversos servicios. En particular, el apoyo a la Subsecretaría para el impulso y la coordinación en materia de administración electrónica.
  - El control de eficacia de las entidades y organismos del sector público institucional estatal vinculados, dependientes o adscritos al Ministerio de Hacienda o tuteladas por el mismo, en los términos previstos en el artículo 85 de la Ley 40/2015, de 1 de octubre, y en las disposiciones que lo desarrollen. Asimismo, le corresponde prestar el apoyo que sea requerido en el ejercicio de la función señalada en el artículo 11.1.m) y las funciones derivadas de la consideración de la Inspección General como Unidad de Coordinación de Evaluación de políticas públicas del Ministerio de Hacienda, de acuerdo con lo previsto en el artículo 27.1 de la Ley 27/2022, de 20 de diciembre, de institucionalización de la evaluación de políticas públicas en la Administración General del Estado.
  - Las funciones que, de acuerdo con su consideración como Unidad de Igualdad, se recogen en el artículo 77 de la Ley para la igualdad efectiva de mujeres y hombres.
- La Subdirección General de Responsabilidades Administrativas, a la que le corresponde dar apoyo al titular de la Inspección General en el ejercicio de sus funciones, realizar el informe y elaborar las propuestas que la Subsecretaría formule en los expedientes de compatibilidad, el informe previo a su resolución en los de índole disciplinaria en los que se proponga la tipificación de la falta como grave o muy grave, así como las actuaciones que correspondan conforme a lo establecido en los protocolos de actuación frente al acoso laboral y frente al acoso sexual y por razón de sexo en la Administración General del Estado y los organismos públicos vinculados o dependientes de ella; la gestión y tramitación de los expedientes administrativos de responsabilidad contable, cuyo impulso y coordinación corresponde a la Subsecretaría de Hacienda; y la coordinación y seguimiento de la tramitación por las unidades responsables de las quejas y sugerencias.
- La Subdirección General de Estadística de Servicios, a la que le corresponde la obtención, elaboración, análisis y explotación de la información en materia de gestión y actuación de los servicios que resulte precisa para el ejercicio de las funciones que le corresponden.

## Inspectores generales
Durante la amplia historia de este órgano, ha tenido multitud de titulares, así como ha sido suprimido en varias ocasiones (1924-1932) o su titularidad ha recaído en el subsecretario de Hacienda (1903-1917; 1932-1977). Aquí se recoge una lista detallada de todos aquellos individuos que han asumido, de forma independiente al subsecretario, la jefatura de la Inspección General.
| - Juan Loren (1881) - Olegario Andrade (1881-1883) - José Gimeno Agius (1883-1886) - Ángel González de la Peña (1886-1887) - Francisco Armengol y Marroquí (1887-1888) - Adrián Mínguez y Ranz (1888-1890) - Miguel Monares e Insa (1890-1892) - Ernesto de Boneta y Hervías (1892) - Juan Bautista Ávila y Fernández (1892-1894) - Mariano Toledano Laborda (1894-1896) - Zenón del Alisal (1896-1897) - José de Villalobos y Ostoby (1897-1901) - Ernesto de Boneta y Hervías (1901-1902) - Carlos Regino Soler (1902-1903) - Arturo Valgañón y Romero (1917-1924) | - Alfonso Gota Losada (1977-1979) - Luis Perezagua Clamagirand (1979-1981) - Jorge Buiréu Guarro (1981) - José Aurelio García Martín (1981-1984) - Francisco Javier Paramio Fernández (1984-1987) - Joaquín Soto Guinda (1987-1996) - Teresa María Sarmiento Gómes-Pereira (1996-1998) - Angelina Trigo Portela (1998-2004) - Juan Antonio Blanco-Magadán Amutio (2004-2005) - Juan Ángel Esteban Paúl (2005-2008) - José Carlos Fernández Cabrera (2008-2012) - Angelina Trigo Portela (2012-2013) - Carmen Alcalá Sacristán (2013-2020) - Juan Ángel Esteban Paúl (2020-presente) |